# Peña Bolística Llanes
La Peña Bolística Llanes es una peña de bolos fundada en 2010 en la localidad asturiana de Llanes que milita en la Liga Nacional de Bolos, máxima categoría de bolo palma, y en la Liga Regional Asturiana.

## Historia
La Peña Bolística Llanes fue fundada a principios de 2010 en la capital llanisca. Juega sus partidas principalmente en la bolera La Vega de la Portilla, así como en la bolera cubierta de Llanes cuando la meteorología lo exige.
A pesar de su corta vida, la PB Llanes es una de las pocas peñas asturianas que ha llegado a militar en la Liga Nacional (las otras han sido Páncar, Quesos Monje de Panes y Miguel Purón de Noriega). La peña también participa en la Liga Regional de Asturias.
En la Copa Federación Española de Bolos la peña cayó eliminada en primera ronda en 2010, perdiendo ante la PB Nueva Ciudad tanto en Llanes como en Torrelavega. En 2011 cayó en octavos de final, perdiendo de nuevo ante Nueva Ciudad en Torrelavega por 4-0.

## Historial
- Dos temporadas en la Liga Nacional de Bolos: 2010 y 2011.
- Mejor clasificación en la Liga Nacional: 3º en el Grupo 1 (2010)
- Mejor clasificación en la Liga Regional Asturiana: 7º (2010)

## Temporadas de la PB Llanes
| Temporada | Categoría     | Puesto       | Notas               |
| --------- | ------------- | ------------ | ------------------- |
| 2010      | Liga Nacional | 3º (Grupo 1) | 7º en Liga Regional |
| 2011      | Liga Nacional | 4º (Grupo I) | 8º en Liga Regional |